# كأس ملك إسبانيا 1989–90
كأس ملك إسبانيا 1989–90 (بالإسبانية: Copa del Rey de fútbol 1989-90)‏ هو الموسم 86 من كأس ملك إسبانيا. أشرف على تنظيمه الاتحاد الملكي الإسباني لكرة القدم، وكان عدد الأندية المشاركة فيه 44، وفاز فيه نادي برشلونة.